# Kailo (Maniema)
Pour les articles homonymes, voir Kailo.
Kailo est une localité, chef-lieu du territoire éponyme de la province du Maniema en république démocratique du Congo.

## Géographie
Elle est située la route nationale RN31 à 75 km au nord-ouest du chef-lieu provincial Kindu.

## Administration
Chef-lieu territorial de 5 671 électeurs enrôlés pour les élections de 2018, elle a le statut de commune rurale de moins de 80 000 électeurs et  compte 7 conseillers municipaux en 2019.